# Nesreča v rudniku Uljanovska
Nesrečo v rudniku Uljanovskaja je povzročila eksplozija metana, ki se je zgodila 19. marca 2007 v premogovniku Uljanovskaja v ruski regiji Kemerovo. Do eksplozije je prišlo na globini 270 metrov, umrlo je 108 ljudi. To je bila najhujša rudniška nesreča v Rusiji v zadnjem desetletju.
Guverner regije Kemerovo Aman Tulejev je povedal, da je do eksplozije prišlo, ko so v rudniku uvajali nov, naprednejši varnostni sistem, razvit v Veliki Britaniji. Sistem je signaliziral nenadno sprostitev velike količine metana. Po izjavi Ruskega generalnega tožilstva se je nesreča zgodila med preskušanjem opreme. Vzrok bi lahko bil ali metan ali premogov prah, oba sta namreč zelo nevarna za spontani vžig. Najverjetnejši razlog za eksplozijo je kršitev varnostnih predpisov za delo v rudnikih. Uprava rudnika je zanikala vsakršno povezavo med eksplozijo in novo opremo.
Med umrlimi je bil tudi britanski rudarski svetovalec Ian Robertson, ki je delal za angleško- nemško družbo International Mining Consultancy. Po ruskih virih je družba ocenjevala zaloge premoga v rudniku. Robertson in člani uprave rudnika so se spustili v rudnik malo pred eksplozijo. Ocenjevanje zalog je sovpadalo z načrti uprave za javno ponudbo delnic in v zvezi s tem pridobitev za 700 milijonov dolarjev sredstev za investicije.
Upravitelj rudnika je družba Južkuzbasugol, v polovični lasti konglomerata Evraz Group, ki je največji ruski proizvajalec premoga. Rudnik Uljanovskaja so odprli leta 2002 in je eden od najnovejših v regiji, z moderno opremo, izdelano v Britaniji in Nemčiji. Njegova letna proizvodnja naj bi bila 1,5 milijona ton.
Nesreča je razkrila, da bi vzrok lahko bilo neupoštevanje predpisov o varostni opremi. Oblasti so razglasile, da je predvidena inšpekcija še 60 premogovnikov v okolici zaradi podobnih kršitev.
Preliminarne ugotovitve preiskave so pokazale, da je bila varnostna oprema namerno prirejena tako, da je odčitavala nižje ravni metana od dejanskih. Guverner Tulajev je izjavil, da je bilo to storjeno zavestno, da bi lahko povečali proizvodnjo premoga. Pet rudarskih inšpektorjev je bilo odpuščenih, ker naj bi upravi dovolili kršenje predpisov zaradi večjega dobička. Eksplozijo je verjetno sprožila iskra s kabla s poškodovano izolacijo. Prišlo je do vžiga metana in nato še premogovega prahu.